# Амбарчик (залив)
Заливът Амбарчик се намира на източното крайбрежие на Източносибирско море, разположен между носовете Столбовой и Медвежий. Навлиза навътре в материка на около 3 км, широчината при входа е 7 км, дълбочината е до 4 м. В близост до нос Столбовой има водна връзка с устието на река Колима чрез най-източния ѝ ръкав от делтата – протока Каменна Колима.
През 30-те – 50-те години на XX век заливът е използван за акостиране на морски съдове с цел транспортиране на затворници и товари към системата лагери Севвостлаг, захранващи с работна ръка и материали структурата на тръста Далстрой, натоварен с усвояването на Магаданска област. За целта било изградено пристанище за морски и речни съдове.
Откриването на златоносни пясъци по поречието на река Колима поражда необходимостта за изграждане на пристанище при устието на реката за снабдяване на вътрешността с провизии и материали, както и с работна сила – лагеристи. Още през ноември 1932 г. започва строежът на пристанищни съоръжения, а към края на декември 1932 тук е позиционирано Речното управление на Далстрой. Строителството на пристанището и на селището е извършено изключително от лагеристи. В залива Амбарчик възниква разпределителен лагер, като лагеристите или са принудени да извършват строителни дейности на място, или са разпределяни и изпращани към лагерни пунктове на Севвостлаг във вътрешността. Поради северното си разположение (69о38’55” с.ш. ; 162o18’23” и.д.) и суровия полярен климат заливът е покрит с ледове през по-голямата част от годината – от октомври до юли. Поради честите бури и малката дълбочина на залива, както и неблагоприятния климат, в края на 50-те години на XX век пристанището е преместено на по-благоприятно място – на Зелени нос при селището Черски, на 130 км навътре от устието на р. Колима.
В източната част на залива е било разположено селището Амбарчик. От 1935 г. започва да действа местна хидро-метеорологична станция. Днес селището е без постоянни жители.
Териториално заливът спада към Якутия (Република Саха), субект на Руската Федерация. Недалеч от селището Амбарчик минава границата с Чукотския автономен окръг.